# Oligoneuron
Oligoneuron là một chi thực vật có hoa trong họ Cúc (Asteraceae).

## Loài
Chi Oligoneuron gồm các loài: